# Komsomolez-Gletscher
Der Komsomolez-Gletscher befindet sich im äußersten Südosten von Kirgisistan in Zentralasien.
Der Komsomolez-Gletscher ist ein 16 km langer Talgletscher und linker Tributärgletscher des Südlichen Engiltschek-Gletschers. Sein Nährgebiet liegt an der Nordflanke des Hauptkamms des Kakschaaltoo unterhalb des Pik Erkindik (Pik Kirow) (6073 m). Im Westen liegen die Bergflanken der Kaindy- und der Engiltschekkette. Im Osten trennt ein Bergkamm mit dem 4905 m hohen Pik Beherowka den Komsomolez-Gletscher vom weiter östlich parallel verlaufenden Proletarski-Turist-Gletscher.
Die Gletscherfläche des Komsomolez-Gletschers umfasst 74 km². Der Gletscher weist im unteren Bereich eine Breite von 950 m auf. Er mündet auf einer Höhe von 3771 m in den Südlichen Engiltschek-Gletscher.

## Karten
- Blatt 0/15 Khan Tengri – Tien Shan, Kyrgyzstan, Alpenvereinskarte 1:100.000